# Leicester City Football Club 2022-2023
Questa voce raccoglie le informazioni riguardanti il Leicester City Football Club nelle competizioni ufficiali della stagione 2022-2023.

## Stagione
La stagione 2022-23 è stata la centodiciottesima nella storia del club e la sua cinquantacinquesima stagione nella massima divisione. Questa stagione ha visto il Leicester City partecipare alla Premier League per la nona stagione consecutiva, alla FA Cup e alla League Cup.
Il Leicester City fa il suo debutto nella Premier League 2022-2023 in casa contro il Brentford, pareggiando 2-2.
In League Cup la squadra, dopo aver superato lo Stockport County ai rigori, Newport County e MK Dons, viene eliminata nei quarti di finale dal Newcastle Utd, sancendo così la fine del percorso del Leicester nella competizione.
In FA Cup, dopo aver eliminato Gillingham e Walsall, viene eliminato agli ottavi di finale dal Blackburn. Tutte le reti segnate in questa competizione portano la firma di Kelechi Iheanacho.
Il 2 aprile 2023, in seguito alla sconfitta per 2-1 contro il Crystal Palace ed i risultati negativi che hanno portato la squadra al 19º posto in piena zona retrocessione, la società raggiunge l'accordo per la risoluzione contrattuale con Brendan Rodgers, affidando la squadra ad interim ad Adam Sadler e Mike Stowell nelle due sconfitte contro l'Aston Villa, valida per il recupero della 7ª giornata, ed il Bournemouth. Il 10 aprile 2023, con la squadra al penultimo posto, viene ingaggiato fino al termine della stagione Dean Smith, il quale porta con sé il vice Craig Shakespeare e l'assistente tecnico John Terry.
Il 28 maggio, nonostante la vittoria interna per 2-1 contro il West Ham Utd, chiude il campionato al diciottesimo posto, retrocedendo in Football League Championship dopo nove stagioni in Premier League, durante le quali ha vinto un titolo di campioni d'Inghilterra, una FA Cup ed una FA Community Shield.

## Divise e sponsor
Lo sponsor tecnico, per la stagione 2022-2023 è Adidas. Come Main Sponsor ufficiale è stato confermato FBS, una compagnia di trading online; anche per questa stagione Bia Saigon, società controllata dalla ThaiBev, multinazionale thailandese nel campo delle bevande, è Sleeve Sponsor per tutte le divise.
| Casa | Trasferta | Terza Divisa |

## Rosa
Rosa e numerazione sono aggiornati al 17 aprile 2023.
| N. |                             | Ruolo | Calciatore            |
| -- | --------------------------- | ----- | --------------------- |
| 1  | Galles (bandiera)           | P     | Danny Ward            |
| 2  | Inghilterra (bandiera)      | D     | James Justin          |
| 3  | Francia (bandiera)          | D     | Wesley Fofana         |
| 3  | Belgio (bandiera)           | D     | Wout Faes             |
| 4  | Turchia (bandiera)          | D     | Çağlar Söyüncü        |
| 5  | Inghilterra (bandiera)      | D     | Ryan Bertrand         |
| 6  | Irlanda del Nord (bandiera) | D     | Jonny Evans           |
| 7  | Inghilterra (bandiera)      | C     | Harvey Barnes         |
| 8  | Belgio (bandiera)           | C     | Youri Tielemans       |
| 9  | Inghilterra (bandiera)      | A     | Jamie Vardy           |
| 10 | Inghilterra (bandiera)      | C     | James Maddison        |
| 11 | Inghilterra (bandiera)      | C     | Marc Albrighton       |
| 12 | Galles (bandiera)           | P     | Alex Smithies         |
| 14 | Nigeria (bandiera)          | A     | Kelechi Iheanacho     |
| 15 | Inghilterra (bandiera)      | D     | Harry Souttar         |
| 16 | Danimarca (bandiera)        | D     | Victor Kristiansen    |
| 17 | Spagna (bandiera)           | A     | Ayoze Pérez Gutiérrez |
| 18 | Ghana (bandiera)            | C     | Daniel Amartey        |
| 20 | Zambia (bandiera)           | A     | Patson Daka           |

| N. |                        | Ruolo | Calciatore             |
| -- | ---------------------- | ----- | ---------------------- |
| 21 | Portogallo (bandiera)  | D     | Ricardo Pereira        |
| 22 | Inghilterra (bandiera) | C     | Kiernan Dewsbury-Hall  |
| 23 | Danimarca (bandiera)   | C     | Jannik Vestergaard     |
| 24 | Francia (bandiera)     | C     | Nampalys Mendy         |
| 25 | Nigeria (bandiera)     | C     | Wilfred Ndidi          |
| 26 | Belgio (bandiera)      | C     | Dennis Praet           |
| 27 | Belgio (bandiera)      | D     | Timothy Castagne       |
| 29 | Inghilterra (bandiera) | C     | Hamza Choudhury        |
| 31 | Danimarca (bandiera)   | P     | Daniel Iversen         |
| 33 | Inghilterra (bandiera) | D     | Luke Thomas            |
| 34 | Inghilterra (bandiera) | C     | Lewis Brunt            |
| 37 | Brasile (bandiera)     | D     | Tetê                   |
| 40 | Portogallo (bandiera)  | C     | Wanya Marçal-Madivadua |
| 41 | Polonia (bandiera)     | P     | Jakub Stolarczyk       |
| 42 | Francia (bandiera)     | C     | Boubakary Soumaré      |
| 44 | Inghilterra (bandiera) | C     | Sammy Braybrooke       |
| 47 | Inghilterra (bandiera) | C     | Kasey McAteer          |
| 57 | Inghilterra (bandiera) | C     | Will Alves             |
| 60 | Inghilterra (bandiera) | D     | Joe Wormleighton       |

## Calciomercato

### Sessione estiva(dall'1/7 all'1/9)
| Acquisti         | Acquisti              | Acquisti         | Acquisti      |
| R.               | Nome                  | da               | Modalità      |
| ---------------- | --------------------- | ---------------- | ------------- |
| P                | Daniel Iversen        | Preston N.E.     | fine prestito |
| P                | Alex Smithies         | Cardiff City     | definitivo    |
| D                | Wout Faes             | Stade Reims      | definitivo    |
| C                | Thakgalo Leshabela    | Shrewsbury Town  | fine prestito |
| C                | Dennis Praet          | Torino           | fine prestito |
| Altre operazioni |                       |                  |               |
| R.               | Nome                  | da               | Modalità      |
| P                | Arlo Doherty          | Mickleover       | fine prestito |
| P                | Jakub Stolarczyk      | Dunfermline      | fine prestito |
| D                | Vontae Daley-Campbell | Dundee           | fine prestito |
| C                | Kasey McAteer         | Forest Green     | fine prestito |
| C                | Tyrese Shade          | Walsall          | fine prestito |
| C                | Callum Wright         | Cheltenham Town  | fine prestito |
| A                | Josh Eppiah           | Northampton Town | fine prestito |
| A                | George Hirst          | Portsmouth       | fine prestito |
| A                | Jacob Wakeling        | Barrow           | fine prestito |

| Cessioni         | Cessioni              | Cessioni         | Cessioni                 |
| R.               | Nome                  | a                | Modalità                 |
| ---------------- | --------------------- | ---------------- | ------------------------ |
| P                | Kasper Schmeichel     | Nizza            | definitivo (1,00 mln €)  |
| P                | Eldin Jakupović       | Everton          | fine contratto           |
| D                | Wesley Fofana         | Chelsea          | definitivo (70,00 mln €) |
| C                | Hamza Choudhury       | Watford          | prestito                 |
| C                | Thakgalo Leshabela    | Crewe Alexandra  | prestito                 |
| A                | Ademola Lookman       | RB Lipsia        | fine prestito            |
| Altre operazioni |                       |                  |                          |
| R.               | Nome                  | a                | Modalità                 |
| P                | Jakub Stolarczyk      | Fleetwood Town   | prestito                 |
| P                | Brad Young            | Notts County     | prestito                 |
| D                | Vontae Daley-Campbell | Cardiff City     | fine contratto           |
| D                | Ben Nelson            | Rochdale         | prestito                 |
| C                | Callum Hulme          |                  | fine contratto           |
| C                | Tyrese Shade          | Swindon Town     | fine contratto           |
| C                | Callum Wright         | Blackpool        | definitivo               |
| A                | Josh Eppiah           | Northampton Town | rinnovo prestito         |
| A                | Jack Butterfill       | Barnsley         | fine contratto           |
| A                | George Hirst          | Blackburn        | prestito                 |
| A                | Will Russ             | Fleetwood Town   | fine contratto           |
| A                | Jacob Wakeling        | Swindon Town     | fine contratto           |

### Sessione invernale(dal 2/1 al 31/1)
| Acquisti         | Acquisti           | Acquisti        | Acquisti             |
| R.               | Nome               | da              | Modalità             |
| ---------------- | ------------------ | --------------- | -------------------- |
| D                | Victor Kristiansen | Copenaghen      | definitivo           |
| D                | Harry Souttar      | Stoke City      | definitivo           |
| D                | Tetê               | Šachtar         | prestito             |
| C                | Thakgalo Leshabela | Crewe Alexandra | risoluzione prestito |
| Altre operazioni |                    |                 |                      |
| R.               | Nome               | da              | Modalità             |
| P                | Jakub Stolarczyk   | Fleetwood Town  | risoluzione prestito |
| D                | Ben Nelson         | Rochdale        | risoluzione prestito |
| A                | George Hirst       | Blackburn       | risoluzione prestito |
| A                | Nathan Opoku       | Syracuse Orange | definitivo           |

| Cessioni         | Cessioni              | Cessioni       | Cessioni |
| R.               | Nome                  | a              | Modalità |
| ---------------- | --------------------- | -------------- | -------- |
| C                | Marc Albrighton       | West Bromwich  | prestito |
| A                | Ayoze Pérez Gutiérrez | Real Betis     | prestito |
| Altre operazioni |                       |                |          |
| R.               | Nome                  | a              | Modalità |
| P                | Jakub Stolarczyk      | Hartlepool Utd | prestito |
| D                | Ben Nelson            | Doncaster      | prestito |
| C                | Kasey McAteer         | AFC Wimbledon  | prestito |
| A                | George Hirst          | Ipswich Town   | prestito |
| A                | Nathan Opoku          | OH Lovanio     | prestito |

## Risultati

### Premier League

#### Girone di andata
| Arbitro: | Gillett |

|                                |           |                       |
| Castagne 33’ Dewsbury-Hall 46’ | Marcatori | 62’ Toney 86’ Dasilva |

| Arbitro: | England (Domcastet) |

|                                         |           |                                |
| Jesus 23’, 35’ Xhaka 55’ Martinelli 75’ | Marcatori | 53’ (aut.) Saliba 74’ Maddison |

| Arbitro: | Salisbury (Lancashire) |

|              |           |                |
| Maddison 54’ | Marcatori | 68’, 84’ Adams |

| Arbitro: | Tierney (Lancashire) |

|                   |           |            |
| Sterling 47’, 63’ | Marcatori | 66’ Barnes |

| Arbitro: | Pawson (South Yorkshire) |

|  |           |            |
|  | Marcatori | 23’ Sancho |

| Arbitro: | Harrington (Cleveland) |

|                                                                           |           |                       |
| Thomas 10’ (aut.) Caicedo 15’ Trossard 64’ Mac Allister 71’ (rig.), 90+7’ | Marcatori | 1’ Iheanacho 33’ Daka |

| Arbitro: | Scott (Oxfordshire) |

|            |           |                        |
| Barnes 35’ | Marcatori | 24’ Watkins 87’ Traoré |

| Arbitro: | Hooper (Wiltshire) |

|                                                  |           |                                  |
| Kane 8’ Dier 21’ Bentancur 47’ Son 73’, 84’, 86’ | Marcatori | 6’ (rig.) Tielemans 41’ Maddison |

| Arbitro: | Jones (Merseyside) |

|                                       |           |  |
| Maddison 25’, 35’ Barnes 27’ Daka 73’ | Marcatori |  |

| Arbitro: | Salisbury (Lancashire) |

|                          |           |          |
| Billing 68’ Christie 71’ | Marcatori | 10’ Daka |

| Leicester 15 ottobre 2022, ore 12:30 WEST 11ª giornata | Leicester City          | 0 – 0 referto | Crystal Palace | King Power Stadium (31 298 spett.)\| Arbitro: \| Madley (West Yorkshire) \| |
| Arbitro:                                               | Madley (West Yorkshire) |               |                |                                                                             |

| Arbitro: | Bankes (Merseyside) |

|                            |           |  |
| Koch 16’ (aut.) Barnes 35’ | Marcatori |  |

| Arbitro: | Oliver (Northumberland) |

|  |           |                                                |
|  | Marcatori | 8’ Tielemans 19’ Barnes 65’ Maddison 79’ Vardy |

| Arbitro: | Jones (Merseyside) |

|  |           |               |
|  | Marcatori | 49’ De Bruyne |

| Arbitro: | Coote (Nottinghamshire) |

|  |           |                          |
|  | Marcatori | 45’ Tielemans 86’ Barnes |

| Arbitro: | Gillett |

|  |           |                        |
|  | Marcatori | 8’ Maddison 78’ Barnes |

| Arbitro: | Gillett |

|  |           |                                         |
|  | Marcatori | 3’ (rig.) Wood 7’ Almirón 32’ Joelinton |

| Arbitro: | Pawson (South Yorkshire) |

|                             |           |                  |
| Faes 38’ (aut.), 45’ (aut.) | Marcatori | 4’ Dewsbury-Hall |

| Arbitro: | Bond (Lancashire) |

|  |           |              |
|  | Marcatori | 17’ Mitrović |

#### Girone di ritorno
| Arbitro: | Tierney (Lancashire) |

|                  |           |  |
| Johnson 56’, 85’ | Marcatori |  |

| Arbitro: | Bramall (South Yorkshire) |

|                           |           |                         |
| Albrighton 38’ Barnes 63’ | Marcatori | 27’ Mitoma 88’ Ferguson |

| Arbitro: | England (Domcastet) |

|                               |           |                                                 |
| Watkins 9’ Souttar 32’ (aut.) | Marcatori | 12’ Maddison 41’ Iheanacho 45+2’ Tetê 79’ Praet |

| Arbitro: | Salisbury (Lancashire) |

|                                                   |           |               |
| Mendy 23’ Maddison 25’ Iheanacho 45+4’ Barnes 81’ | Marcatori | 14’ Bentancur |

| Arbitro: | Attwell (Warwickshire) |

|                              |           |  |
| Rashford 25’, 56’ Sancho 61’ | Marcatori |  |

| Arbitro: | Pawson (South Yorkshire) |

|  |           |                |
|  | Marcatori | 46’ Martinelli |

| Arbitro: | Jones (Merseyside) |

|             |           |  |
| Alcaraz 35’ | Marcatori |  |

| Arbitro: | Marriner (West Midlands) |

|          |           |                                        |
| Daka 39’ | Marcatori | 11’ Chilwell 45+6’ Havertz 78’ Kovačić |

| Arbitro: | Bond (Lancashire) |

|            |           |            |
| Jensen 32’ | Marcatori | 52’ Barnes |

| Arbitro: | Robinson (West Sussex) |

|                                 |           |             |
| Iversen 59’ (aut.) Mateta 90+4’ | Marcatori | 56’ Ricardo |

| Arbitro: | Coote (Nottinghamshire) |

|  |           |             |
|  | Marcatori | 40’ Billing |

| Arbitro: | England (Domcastet) |

|                                   |           |               |
| Stones 5’ Haaland 13’ (rig.), 25’ | Marcatori | 75’ Iheanacho |

| Arbitro: | Madley (West Yorkshire) |

|                                   |           |           |
| Iheanacho 37’ (rig.) Castagne 75’ | Marcatori | 13’ Cunha |

| Arbitro: | Tierney (Lancashire) |

|                |           |           |
| Sinisterra 20’ | Marcatori | 80’ Vardy |

| Arbitro: | Oliver (Northumberland) |

|                       |           |                                    |
| Söyüncü 22’ Vardy 33’ | Marcatori | 15’ (rig.) Calvert-Lewin 54’ Iwobi |

| Arbitro: | Jones (Merseyside) |

|                                                |           |                                     |
| Willian 10’, 70’ Vinícius 18’ Cairney 44’, 51’ | Marcatori | 59’, 89’ Barnes 81’ (rig.) Maddison |

| Arbitro: | Pawson (South Yorkshire) |

|  |           |                                        |
|  | Marcatori | 33’, 36’ C. Jones 71’ Alexander-Arnold |

| Newcastle upon Tyne 22 maggio 2023, ore 20:00 WEST 37ª giornata | Newcastle Utd            | 0 – 0 referto | Leicester City | St James' Park (52 152 spett.)\| Arbitro: \| Marriner (West Midlands) \| |
| Arbitro:                                                        | Marriner (West Midlands) |               |                |                                                                          |

| Arbitro: | Hooper (Wiltshire) |

|                     |           |             |
| Barnes 34’ Faes 62’ | Marcatori | 79’ Fornals |

### FA Cup

#### Turni eliminatori
| Arbitro: | Barrott |

|  |           |               |
|  | Marcatori | 56’ Iheanacho |

| Arbitro: | Ward (Surrey) |

|  |           |               |
|  | Marcatori | 68’ Iheanacho |

#### Fase finale
| Arbitro: | Robinson (West Sussex) |

|               |           |                        |
| Iheanacho 67’ | Marcatori | 33’ Dolan 52’ Szmodics |

### EFL Cup

#### Turni eliminatori
| Arbitro: | Barrott |

|                                    |                      |                                               |
| Sarcevic Quigley Croasdale Wootton | Tiri di rigore 1 – 3 | Tielemans Maddison Barnes Pérez Dewsbury-Hall |

| Arbitro: | Bond (Lancashire) |

|                           |           |  |
| Justin 44’ Vardy 70’, 82’ | Marcatori |  |

| Arbitro: | Marriner (West Midlands) |

|  |           |                                   |
|  | Marcatori | 18’ Tielemans 29’ Pérez 50’ Vardy |

#### Fase finale
| Arbitro: | England (Domcastet) |

|                        |           |  |
| Burn 60’ Joelinton 72’ | Marcatori |  |

## Statistiche

### Statistiche di squadra
Statistiche aggiornate al 29 maggio 2023.
| Competizione   | Punti | In casa | In casa | In casa | In casa | In casa | In casa | In trasferta | In trasferta | In trasferta | In trasferta | In trasferta | In trasferta | Totale | Totale | Totale | Totale | Totale | Totale | DR  |
| Competizione   | Punti | G       | V       | N       | P       | Gf      | Gs      | G            | V            | N            | P            | Gf           | Gs           | G      | V      | N      | P      | Gf     | Gs     | DR  |
| -------------- | ----- | ------- | ------- | ------- | ------- | ------- | ------- | ------------ | ------------ | ------------ | ------------ | ------------ | ------------ | ------ | ------ | ------ | ------ | ------ | ------ | --- |
| Premier League | 34    | 19      | 5       | 4       | 10      | 23      | 27      | 19           | 4            | 3            | 12           | 28           | 41           | 38     | 9      | 7      | 22     | 51     | 68     | -17 |
| FA Cup         | -     | 1       | 0       | 0       | 1       | 1       | 2       | 2            | 2            | 0            | 0            | 2            | 0            | 3      | 2      | 0      | 1      | 3      | 2      | +1  |
| League Cup     | -     | 1       | 1       | 0       | 0       | 3       | 0       | 3            | 1            | 1            | 1            | 3            | 2            | 4      | 2      | 1      | 1      | 6      | 2      | +4  |
| Totale         | -     | 21      | 6       | 4       | 11      | 27      | 29      | 24           | 7            | 4            | 13           | 33           | 43           | 45     | 13     | 8      | 24     | 60     | 72     | -12 |

### Andamento in campionato
| Giornata  | 1  | 2  | 3  | 4  | 5  | 6  | 7  | 8  | 9  | 10 | 11 | 12 | 13 | 14 | 15 | 16 | 17 | 18 | 19 | 20 | 21 | 22 | 23 | 24 | 25 | 26 | 27 | 28 | 29 | 30 | 31 | 32 | 33 | 34 | 35 | 36 | 37 | 38 |
| --------- | -- | -- | -- | -- | -- | -- | -- | -- | -- | -- | -- | -- | -- | -- | -- | -- | -- | -- | -- | -- | -- | -- | -- | -- | -- | -- | -- | -- | -- | -- | -- | -- | -- | -- | -- | -- | -- | -- |
| Luogo     | C  | T  | C  | T  | C  | T  | C  | T  | C  | T  | C  | C  | T  | C  | T  | T  | C  | T  | C  | T  | C  | T  | C  | T  | C  | T  | C  | T  | T  | C  | T  | C  | T  | C  | T  | C  | T  | C  |
| Risultato | N  | P  | P  | P  | P  | P  | P  | P  | V  | P  | N  | V  | V  | P  | V  | V  | P  | P  | P  | P  | N  | V  | V  | P  | P  | P  | P  | N  | P  | P  | P  | V  | N  | N  | P  | P  | N  | V  |
| Posizione | 11 | 15 | 19 | 20 | 20 | 20 | 20 | 20 | 20 | 19 | 19 | 17 | 14 | 18 | 13 | 13 | 13 | 15 | 15 | 14 | 14 | 13 | 14 | 14 | 15 | 16 | 17 | 19 | 19 | 19 | 19 | 17 | 18 | 16 | 18 | 19 | 18 | 18 |

Legenda:

Luogo: C = Casa; T = Trasferta. Risultato: V = Vittoria; N = Pareggio; P = Sconfitta.

### Statistiche dei giocatori
Aggiornate al 29 maggio 2023.
| Giocatore           | Premier League | Premier League | Premier League | Premier League | FA Cup   | FA Cup | FA Cup      | FA Cup     | EFL Cup  | EFL Cup | EFL Cup     | EFL Cup    | Totale   | Totale | Totale      | Totale     |
| Giocatore           | Presenze       | Reti           | Ammonizioni    | Espulsioni     | Presenze | Reti   | Ammonizioni | Espulsioni | Presenze | Reti    | Ammonizioni | Espulsioni | Presenze | Reti   | Ammonizioni | Espulsioni |
| ------------------- | -------------- | -------------- | -------------- | -------------- | -------- | ------ | ----------- | ---------- | -------- | ------- | ----------- | ---------- | -------- | ------ | ----------- | ---------- |
| M. Albrighton       | 6              | 1              | 0              | 0              | 1        | 0      | 0           | 0          | 4        | 0       | 0           | 0          | 11       | 1      | 0           | 0          |
| W. Alves            | -              | -              | -              | -              | -        | -      | -           | -          | 1        | 0       | 0           | 0          | 1        | 0      | 0           | 0          |
| D. Amartey          | 20             | 0              | 1              | 0              | 2        | 0      | 0           | 0          | 2        | 0       | 0           | 0          | 24       | 0      | 1           | 0          |
| H. Barnes           | 34             | 13             | 3              | 0              | 2        | 0      | 0           | 0          | 4        | 0       | 0           | 0          | 40       | 13     | 3           | 0          |
| R. Bertrand         | -              | -              | -              | -              | -        | -      | -           | -          | -        | -       | -           | -          | -        | -      | -           | -          |
| S. Braybrooke       | 0              | 0              | 0              | 0              | 0        | 0      | 0           | 0          | 1        | 0       | 0           | 0          | 1        | 0      | 0           | 0          |
| L. Brunt            | 1              | 0              | 0              | 0              | 1        | 0      | 0           | 0          | 0        | 0       | 0           | 0          | 2        | 0      | 0           | 0          |
| T. Castagne         | 37             | 2              | 3              | 0              | 2        | 0      | 0           | 0          | 3        | 0       | 0           | 0          | 42       | 2      | 3           | 0          |
| H. Choudhury        | -              | -              | -              | -              | -        | -      | -           | -          | -        | -       | -           | -          | -        | -      | -           | -          |
| P. Daka             | 30             | 4              | 2              | 0              | 3        | 0      | 0           | 0          | 3        | 0       | 0           | 0          | 36       | 4      | 2           | 0          |
| K. Dewsbury-Hall    | 31             | 2              | 3              | 1              | 2        | 0      | 0           | 0          | 1        | 0       | 0           | 0          | 34       | 2      | 3           | 1          |
| J. Evans            | 13             | 0              | 1              | 0              | -        | -      | -           | -          | 1        | 0       | 0           | 0          | 14       | 0      | 1           | 0          |
| W. Faes             | 31             | 1              | 4              | 1              | 2        | 0      | 0           | 0          | 3        | 0       | 0           | 0          | 36       | 1      | 4           | 1          |
| W. Fofana           | 2              | 0              | 1              | 0              | -        | -      | -           | -          | -        | -       | -           | -          | 2        | 0      | 1           | 0          |
| K. Iheanacho        | 28             | 5              | 0              | 0              | 3        | 3      | 1           | 0          | 4        | 0       | 0           | 0          | 35       | 8      | 1           | 0          |
| D. Iversen          | 12             | -22            | 0              | 0              | 3        | -2     | 0           | 0          | 2        | 0       | 0           | 0          | 17       | -24    | 0           | 0          |
| J. Justin           | 14             | 0              | 0              | 0              | -        | -      | -           | -          | 1        | 1       | 0           | 0          | 15       | 1      | 0           | 0          |
| V. Kristiansen      | 12             | 0              | 2              | 0              | 2        | 0      | 0           | 0          | -        | -       | -           | -          | 14       | 0      | 2           | 0          |
| J. Maddison         | 30             | 10             | 10             | 0              | 1        | 0      | 1           | 0          | 1        | 0       | 0           | 0          | 32       | 10     | 11          | 0          |
| W. Marçal-Madivádua | 0              | 0              | 0              | 0              | 0        | 0      | 0           | 0          | -        | -       | -           | -          | 0        | 0      | 0           | 0          |
| K. McAteer          | 0              | 0              | 0              | 0              | 1        | 0      | 0           | 0          | 1        | 0       | 0           | 0          | 2        | 0      | 0           | 0          |
| N. Mendy            | 19             | 1              | 1              | 0              | 3        | 0      | 1           | 0          | 2        | 0       | 0           | 0          | 24       | 1      | 2           | 0          |
| W. Ndidi            | 27             | 0              | 4              | 0              | 1        | 0      | 0           | 0          | 2        | 0       | 1           | 0          | 30       | 0      | 5           | 0          |
| R. Pereira          | 10             | 1              | 2              | 0              | 1        | 0      | 0           | 0          | -        | -       | -           | -          | 11       | 1      | 2           | 0          |
| A. Pérez            | 8              | 0              | 0              | 0              | 1        | 0      | 0           | 0          | 4        | 1       | 1           | 0          | 13       | 1      | 1           | 0          |
| D. Praet            | 22             | 1              | 1              | 0              | 2        | 0      | 0           | 0          | 3        | 0       | 0           | 0          | 27       | 1      | 1           | 0          |
| A. Smithies         | 0              | 0              | 0              | 0              | 0        | 0      | 0           | 0          | 0        | 0       | 0           | 0          | 0        | 0      | 0           | 0          |
| Ç. Söyüncü          | 7              | 1              | 2              | 0              | 1        | 0      | 0           | 0          | 1        | 0       | 0           | 0          | 9        | 1      | 2           | 0          |
| B. Soumaré          | 26             | 0              | 9              | 0              | 1        | 0      | 0           | 0          | 2        | 0       | 0           | 0          | 29       | 0      | 9           | 0          |
| H. Souttar          | 12             | 0              | 2              | 0              | 0        | 0      | 0           | 0          | -        | -       | -           | -          | 12       | 0      | 2           | 0          |
| J. Stolarczyk       | -              | -              | -              | -              | -        | -      | -           | -          | -        | -       | -           | -          | -        | -      | -           | -          |
| Tetê                | 13             | 1              | 0              | 0              | 1        | 0      | 0           | 0          | -        | -       | -           | -          | 14       | 1      | 0           | 0          |
| Y. Tielemans        | 31             | 3              | 4              | 0              | 2        | 0      | 0           | 0          | 4        | 1       | 0           | 0          | 37       | 4      | 4           | 0          |
| L. Thomas           | 17             | 0              | 3              | 0              | 3        | 0      | 1           | 0          | 4        | 0       | 0           | 0          | 24       | 0      | 4           | 0          |
| J. Vardy            | 37             | 3              | 1              | 0              | 2        | 0      | 0           | 0          | 3        | 3       | 0           | 0          | 42       | 6      | 1           | 0          |
| J. Vestergaard      | 0              | 0              | 0              | 0              | 1        | 0      | 0           | 0          | 2        | 0       | 0           | 0          | 3        | 0      | 0           | 0          |
| D. Ward             | 26             | -46            | 0              | 0              | -        | -      | -           | -          | 2        | -2      | 0           | 0          | 28       | -48    | 0           | 0          |
| J. Wormleighton     | 0              | 0              | 0              | 0              | -        | -      | -           | -          | -        | -       | -           | -          | 0        | 0      | 0           | 0          |